# Ludowy Front Wyzwolenia Okupowanej Zatoki Perskiej

Flaga organizacji

Ludowy Front Wyzwolenia Okupowanej Zatoki Perskiej (arab. الجبهة الشعبية لتحرير الخليج العربي المحتل), a następnie Ludowy Front Wyzwolenia Omanu i Okupowanej Zatoki Perskiej (arab. الجبهة الشعبية لتحرير عُمان والخليج العربي) – organizacja partyzancka z Omanu.

## Historia
Powstał w 1968 roku jako spadkobierca Frontu Wyzwolenia Zufaru. Wywodził się głównie spośród przedstawicieli plemion południowego Omanu. Od chwili sformowania prowadził kampanię partyzancką przeciwko wojskom omańskiego sułtana i brytyjskim. Na kontrolowanych przez siebie terenach zaprowadził rządy kolektywistyczne, władza Ludowego Frontu do 1970 roku objęła większość prowincji Muhafazat Zufar. 
Rząd omański w dużej mierze opanował rebelię po tym gdy w 1970 roku władzę objął Kabus ibn Sa’id. Monarcha zdołał zwiększyć brytyjskie i irańskie wsparcie na rzecz zwalczania Ludowego Frontu. 
W grudniu 1971 roku wchłonął Narodowo-Demokratyczny Front Wyzwolenia Omanu i Zatoki Arabskiej i zmienił nazwę na Ludowy Front Wyzwolenia Omanu i Okupowanej Zatoki Perskiej. 
W maju 1974 roku przekształcił się w Ludowy Front Wyzwolenia Omanu.

## Wsparcie zagraniczne
Za pomoc zbrojeniową i finansową dla Ludowego Frontu odpowiedzialne były Jemen Południowy, Irak, Chińska Republika Ludowa, Związek Socjalistycznych Republik Radzieckich, Niemiecka Republika Demokratyczna i palestyńskie organizacje lewicowych fedainów. Jemen Południowy pozwalał rebeliantom na tworzenie na swoim terytorium baz.

## Ideologia
Był grupą marksistowską i świecką. Jego celem było obalenie dynastii Al Busa’id i likwidacja wszystkich konserwatywnych reżimów w regionie Zatoki Perskiej.